# Ланотоо (озеро)
Ланотоо (самоан. Vai Toloto, англ. Lanoto'o, Goldfish Lake — «озеро золотых рыбок») — озеро в кратере потухшего вулкана в административном округе Туамасага на острове Уполу, входящем в состав Независимого Государства Самоа.
Площадь водной поверхности озера составляет 16 га.
Крупнейшее пресноводное озеро архипелага Самоа. Находится в центральной части острова на высоте 590 метров над уровнем моря. Является ареалом распространения золотой рыбки. Окрестности озера покрыты дождевым лесом, на территории которого обитают зубчатоклювый голубь и самоанский медосос.
Озеро находится в 7,5 км северо-западнее национального парка О-Ле-Пупу-Пуэ, основанного в 1978 году.